# Pennisetum macrourum
Espèce
Pennisetum macrourum est une espèce de plante herbacée vivace originaire d'Afrique du Sud, de Tanzanie, du Yémen et d'Ouganda. Elle possède des rhizomes, et mesure jusqu'à 2 mètres de haut. Elle vit dans des milieux humides. C'est aussi une plante ornementale. Claviceps purpurea est un parasite du Pennisetum macrourum.